# Eumenes gribodianus
Eumenes gribodianus är en stekelart som beskrevs av Guiglia 1933. Eumenes gribodianus ingår i släktet krukmakargetingar, och familjen Eumenidae. Utöver nominatformen finns också underarten E. g. abyssinicus.